# Cinenacional.com
Cinenacional.com, també conegut com a Cine Nacional, és un portal web i base de dades en línia sobre cinema argentí.
El lloc proporciona una vasta quantitat d'informació, incloent pel·lícules, programes televisius, directors, actors, productors, i altres professions de la cinematografia a l'Argentina. És el lloc que comprèn més informació sobre la indústria de pel·lícules al país, i compta amb més de 30.000 articles en la seva base de dades, des de l'era del cinema mut d'ara endavant.
En 2004 va aconseguir el patrocini del Instituto Nacional de Cine y Artes Audiovisuales i del Museo del Cine Pablo Ducrós Hicken. També en aquest any va ser declarat d'Interès Cultural per la Legislatura de la Ciutat de Buenos Aires.
En el marc del Festival BAFICI de 2018 Cinenacional.com va establir un acord amb CINAIN Cinemateca i Arxiu de la Imatge Nacional per a la preservació de la informació del cinema argentí. L'autoritat de CINAIN Fernando Madedo i el director de Cinenacional.com Diego Papic van segellar l'acord.